# Communauté de communes Chauny-Tergnier
La communauté de communes Chauny-Tergnier est une ancienne structure intercommunale française, située dans le département de l'Aisne.

## Historique
La commune de Pierremande adhère à la communauté de communes le 1er janvier 2013.
Par l'arrêté préfectoral n°2016-1079 du 15 décembre 2016, la communauté de communes des Villes d'Oyse est dissoute le 31 décembre 2016 pour fusionner avec la communauté de communes des Villes d'Oyse et trois communes de la communauté de communes du Val de l'Ailette (Bichancourt, Manicamp et Quierzy) pour former la communauté d'agglomération Chauny-Tergnier-La Fère.

## Administration

### Présidence
| Période                                  | Période          | Identité            | Étiquette | Qualité                  |
| ---------------------------------------- | ---------------- | ------------------- | --------- | ------------------------ |
| Les données manquantes sont à compléter. |                  |                     |           |                          |
| mars 2001                                | avril 2014       | Jacques Desallangre | PG        | Député-maire de Tergnier |
| avril 2014                               | 31 décembre 2016 | Dominique Ignaszak  | UDI       | Maire de Neuflieux       |

## Composition
Elle était composée des 24 communes suivantes :

| Nom                  | Code Insee | Gentilé                   | Superficie (km2) | Population (dernière pop. légale) | Densité (hab./km2) |
| -------------------- | ---------- | ------------------------- | ---------------- | --------------------------------- | ------------------ |
| Chauny (siège)       | 02173      | Chaunois                  | 13,28            | 11 456 (2022)                     | 863                |
| Abbécourt            | 02001      | Abbécourtois              | 5,96             | 513 (2022)                        | 86                 |
| Amigny-Rouy          | 02014      | Amignyrouysiens           | 13,08            | 710 (2022)                        | 54                 |
| Autreville           | 02041      | Alteravillois             | 3,55             | 791 (2022)                        | 223                |
| Beaumont-en-Beine    | 02056      | Beaumontois               | 5,41             | 172 (2022)                        | 32                 |
| Béthancourt-en-Vaux  | 02081      | Béthancourtois            | 4,3              | 425 (2022)                        | 99                 |
| Caillouël-Crépigny   | 02139      | Caillouëlos et Crépignois | 6,63             | 459 (2022)                        | 69                 |
| Caumont              | 02145      | Caumontois                | 5,71             | 546 (2022)                        | 96                 |
| Commenchon           | 02207      | Commenchonois             | 3,33             | 219 (2022)                        | 66                 |
| Condren              | 02212      | Condrinois                | 5,58             | 682 (2022)                        | 122                |
| Frières-Faillouël    | 02336      | Frièrois                  | 15,26            | 976 (2022)                        | 64                 |
| Guivry               | 02362      | Guivryacois               | 7,15             | 239 (2022)                        | 33                 |
| Liez                 | 02431      | Liézois                   | 5,45             | 383 (2022)                        | 70                 |
| Marest-Dampcourt     | 02461      | Marestois et Dampcourtois | 8,35             | 342 (2022)                        | 41                 |
| Mennessis            | 02474      | Mennessiens               | 5,23             | 407 (2022)                        | 78                 |
| Neuflieux            | 02542      | Neuflieusiens             | 1,9              | 78 (2022)                         | 41                 |
| La Neuville-en-Beine | 02546      | Neuvillois                | 3,81             | 191 (2022)                        | 50                 |
| Ognes                | 02566      | Ognois                    | 6,14             | 1 113 (2022)                      | 181                |
| Pierremande          | 02599      | Pierremandois             | 7,57             | 249 (2022)                        | 33                 |
| Sinceny              | 02719      | Sincenois                 | 13,13            | 1 988 (2022)                      | 151                |
| Tergnier             | 02738      | Ternois                   | 17,95            | 13 261 (2022)                     | 739                |
| Ugny-le-Gay          | 02754      | Ugniens                   | 5,9              | 186 (2022)                        | 32                 |
| Villequier-Aumont    | 02807      | Genlisiens                | 12,34            | 675 (2022)                        | 55                 |
| Viry-Noureuil        | 02820      | Virois                    | 17,76            | 1 682 (2022)                      | 95                 |

## Démographie
| 1968   | 1975   | 1982   | 1990   | 1999   | 2006   | 2011   | 2013   |
| ------ | ------ | ------ | ------ | ------ | ------ | ------ | ------ |
| 41 256 | 40 894 | 41 225 | 40 607 | 40 174 | 40 346 | 39 445 | 39 315 |

## Logos

Ancien logo de la CCCT
Logo actuel